# Leif Küller
Leif Erik Oscar Küller, född 26 juni 1949 i Karlskoga församling i Örebro län, är en svensk militär.

## Biografi
Küller avlade gymnasieexamen 1968, civilingenjörexamen i teknisk fysik vid Chalmers tekniska högskola 1973 och samma år officersexamen vid Krigsflygskolan. Han anställdes som löjtnant vid Skånska flygflottiljen 1973 och var flygingenjör i Tekniska enheten vid flottiljen 1973–1977, befordrad till kapten 1974. Han var flygdirektör vid Sektor Syd på samma flygflottilj 1977–1981 och därefter chef för Centralenheten tillika ställföreträdande chef för Södra teleservicebasen 1981–1985, befordrad till major 1982 och överstelöjtnant 1984. Åren 1985–1986 var han stabschef vid Verkstadsförvaltningen i Södra militärområdet och 1986–1991 verkstadsdirektör och chef för Verkstadsförvaltningen i Östra militärområdet, befordrad till överste 1988. Han var chef för Verkstadsförvaltningen i Mellersta militärområdet 1991–1994. År 1994 befordrades han till överste av första graden, varpå han var chef för Mellersta underhållsregementet 1994–2001 och chef för Teknikdivisionen vid Försvarsmaktens logistik 2002–2004.
Han var försvarsattaché vid ambassaden i Wien 2004–2008 och vid ambassaden i Bratislava 2004–2007. Åren 2008–2010 var han verksam vid Försvarets materielverk: som strategisk rådgivare för försäljning och export 2008–2009 och som direktör för försäljning och export 2009–2010. Han var 2010–2013 militär rådgivare vid Försvarsexportmyndigheten, varefter han 2013 lämnade Försvarsmakten. Sedan 2013 är han senior rådgivare åt cybersäkerhetsföretaget Secana.